# Nathan Aké
Nathan Benjamin Aké (* 18. února 1995, Haag, Nizozemsko) je nizozemský fotbalový obránce a mládežnický reprezentant, který od srpna 2020 působí v anglickém klubu Manchesteru City. Je to univerzální hráč, který dokáže zahrát ve středu nebo na kraji obrany a rovněž ve středu zálohy. Jeho vzorem je brazilský tvořivý obránce David Luiz, který byl jeho spoluhráčem v Chelsea.

## Klubová kariéra

### Chelsea
Narodil se v nizozemském Haagu, do Chelsea FC přestoupil z Feyenoordu v létě 2011 po Mistrovství světa U17. V sezóně 2011/12 získal FA Youth Cup. V Premier League debutoval 26. prosince 2012 proti domácímu Norwich City, když v 90. minutě vystřídal na hřišti španělského záložníka Juana Matu, který zařídil gólem vítězství 1:0 pro Chelsea. V FA Cupu zažil premiéru 27. února 2013 v zápase s domácím Middlesbrough, nastoupil v základní sestavě. Chelsea zvítězila 2:0.
Nastoupil v základní sestavě odvetného utkání čtvrtfinále Evropské ligy 2012/13 11. dubna 2013 proti ruskému klubu FK Rubin Kazaň, které Chelsea prohrála 2:3. Vzhledem k výhře 3:1 z prvního střetnutí na Stamford Bridge tato porážka stačila Chelsea k postupu do semifinále soutěže. 15. května 2013 slavil se spoluhráči titul v Evropské lize po vítězství 2:1 ve finále nad Benfikou Lisabon, i když v zápase nenastoupil.
V Lize mistrů debutoval 21. října 2014 v zápase skupiny G proti slovinskému NK Maribor když v 59. minutě vystřídal Cesca Fàbregase. V 90. minutě poslal dlouhý centr přes půlku hřiště na Edena Hazarda, který navýšil skóre na konečných 6:0 pro Chelsea.
První start v Premier League 2014/15 si připsal 18.5.2015 proti West Bromwich Albion. Na hřiště přišel 73. minutě (prohra 0:3) 

### Reading FC (hostování)
25. 3. 2015 odešel na hostování do konce sezóny do anglického druholigového klubu Reading FC. První start si připsal 4. dubna 2015 proti Cardiffu. Nastoupil v základní sestavě. 22. dubna 2015 se z hostování vrátil zpět do Chelsea 

### Watford FC (hostování)
14. srpna 2015 se oficiálně připojil k Watfordu na celosezónní hostování. Zde získal na konci sezóny klubové ocenění Young Player of the Year.

### AFC Bournemouth (hostování)
Poté, co se vrátil z Watfordu, bylo 29. června 2016 oznámeno, že další sezónu stráví na hostování v prvoligovém AFC Bournemouth. V lednu 2017 byl však povolán zpět do Chelsea.

### AFC Bournemouth
Dne 30. června 2017 se Aké vrátil do Bournemouthu na trvalo za částku ve výši 20 milionů liber (rekord klubu); hráč se do klubu oficiálně připojil následující den, kdy se otevřelo letní přestupové období 2017. 21. července bylo oznámeno, že jeho Chelsea vložila do smlouvy klauzuli o možném zpětném odkupu Akého.

### Manchester City
5. srpna 2020 přestoupil Aké do Manchesterem City za údajný poplatek 41 milionů liber; podespsal zde pětiletou smlouvu.

## Reprezentační kariéra

### Mládežnické reprezentace
Od roku 2010 působil v mládežnických reprezentacích Nizozemska. Byl kapitánem nizozemských výběrů do 17 a 19 let. S týmem do 17 let vyhrál v letech 2011 a 2012 Mistrovství Evropy U17. V roce 2011 se konalo v Srbsku a v roce 2012 ve Slovinsku, kde Nizozemsko porazilo ve finále Německo až v penaltovém rozstřelu. Aké sám jednu penaltu proměnil. Na turnaji hrál v záložní řadě.
Ve roce 2011 hrál i na Mistrovství světa hráčů do 17 let v Mexiku, kde mladí Nizozemci vyhořeli a obsadili s jedním bodem poslední čtvrté místo v základní skupině A.
Aké zažil svůj mezinárodní debut v přátelském utkání proti Maroku, které Nizozemsko vyhrálo 1:2.

## Statistiky

### Klubové
K zápasu odehranému 12. července 2020
| Klub                | Sezóna  | Liga           | Liga   | Liga | FA Cup | FA Cup | EFL Cup | EFL Cup | Evropské poháry | Evropské poháry | Ostatní | Ostatní | Celkem | Celkem |
| Klub                | Sezóna  | Liga           | Zápasy | Góly | Zápasy | Góly   | Zápasy  | Góly    | Zápasy          | Góly            | Zápasy  | Góly    | Zápasy | Góly   |
| ------------------- | ------- | -------------- | ------ | ---- | ------ | ------ | ------- | ------- | --------------- | --------------- | ------- | ------- | ------ | ------ |
| Chelsea             | 2012/13 | Premier League | 3      | 0    | 1      | 0      | 0       | 0       | 2               | 0               | 0       | 0       | 6      | 0      |
| Chelsea             | 2013/14 | Premier League | 1      | 0    | 0      | 0      | 0       | 0       | 0               | 0               | —       | —       | 1      | 0      |
| Chelsea             | 2014/15 | Premier League | 1      | 0    | 1      | 0      | 2       | 0       | 1               | 0               | —       | —       | 5      | 0      |
| Chelsea             | 2015/16 | Premier League | 0      | 0    | 0      | 0      | 0       | 0       | 0               | 0               | 0       | 0       | 0      | 0      |
| Chelsea             | 2016/17 | Premier League | 2      | 0    | 3      | 0      | 0       | 0       | —               | —               | —       | —       | 5      | 0      |
| Chelsea             | Celkem  | Celkem         | 7      | 0    | 5      | 0      | 2       | 0       | 3               | 0               | 0       | 0       | 17     | 0      |
| Reading (host.)     | 2014/15 | Championship   | 5      | 0    | 0      | 0      | 0       | 0       | —               | —               | —       | —       | 5      | 0      |
| Watford (host.)     | 2015/16 | Premier League | 24     | 1    | 3      | 0      | 1       | 0       | —               | —               | —       | —       | 28     | 1      |
| Bournemouth (host.) | 2016/17 | Premier League | 10     | 3    | 0      | 0      | 2       | 0       | —               | —               | —       | —       | 12     | 3      |
| Bournemouth         | 2017/18 | Premier League | 38     | 2    | 1      | 0      | 1       | 0       | —               | —               | —       | —       | 40     | 2      |
| Bournemouth         | 2018/19 | Premier League | 38     | 4    | 0      | 0      | 1       | 0       | —               | —               | —       | —       | 39     | 4      |
| Bournemouth         | 2019/20 | Premier League | 29     | 2    | 1      | 0      | 0       | 0       | —               | —               | —       | —       | 30     | 2      |
| Bournemouth         | Celkem  | Celkem         | 115    | 11   | 2      | 0      | 4       | 0       | —               | —               | —       | —       | 121    | 11     |
| Manchester City     | 2020/21 | Premier League | 0      | 0    | 0      | 0      | 0       | 0       | 0               | 0               | 0       | 0       | 0      | 0      |
| Celkem              | Celkem  | Celkem         | 151    | 12   | 10     | 0      | 7       | 0       | 3               | 0               | 0       | 0       | 171    | 12     |

### Reprezentační
K zápasu odehranému 4. září 2020
| Nizozemsko | Nizozemsko | Nizozemsko |
| Rok        | Zápasy     | Góly       |
| ---------- | ---------- | ---------- |
| 2017       | 5          | 0          |
| 2018       | 5          | 1          |
| 2019       | 3          | 1          |
| 2020       | 1          | 0          |
| Celkem     | 14         | 2          |

K zápasu odehranému 4. září 2020. Skóre a výsledky Nizozemska jsou vždy zapisovány jako první.
| Gól | Datum              | Místo                                     | Soupeř   | Skóre | Výsledek | Soutěž                   |
| --- | ------------------ | ----------------------------------------- | -------- | ----- | -------- | ------------------------ |
| 1.  | 4. června 2018     | Juventus Stadium, Turín, Itálie           | Itálie   | 1:1   | 1:1      | Přátelský zápas          |
| 2.  | 19. listopadu 2019 | Johan Cruyff Arena, Amsterdam, Nizozemsko | Estonsko | 2:0   | 5:0      | Kvalifikace na Euro 2020 |